# クチベニマイマイ
クチベニマイマイ（口紅蝸牛、学名:Euhadra amaliae）は、有肺目ナンバンマイマイ科に分類されるカタツムリの一種。和名通り殻口が赤いカタツムリで、近畿地方・中部地方西部・伊豆諸島に分布する。

## 特徴
成貝は殻高24mm・殻径37mmに達し、日本産カタツムリ類の中では中型である。殻は低い円錐形で黄白色をしている。成長すると殻口が肥厚・反転し、さらに赤紫色になる。色帯は0000型（無帯）から0234型（2本帯と臍孔周辺の計3本）まで個体変異が大きい。なお0234型は本種に因み「クチベニマイマイ模様」とも呼ばれる。軟体の背は白いが、両脇に黒い縦線が走り眼柄へ繋がる。稀に黒線がなくほぼ白い個体や、両脇ではなく背面中央に黒線が入るものもいる。
和名は殻口の赤紫色を口紅に見立てている。一方、学名の種名"amaliae"は本種を記載したコベルトが妻アマリアに献名したものである。マイマイ属の分類では箱根山周辺産のハコネマイマイ E. callizona、中国・四国産のサンインマイマイ E. dixoni などと共に「ハコネマイマイ種群」（E. callizona group）に分類されており、本種も嘗てはハコネマイマイの亜種 E. c. amaliae として分類されていた。

## 分布と変異
近畿地方から中部地方西部にかけてを主な分布域とする。西は鳥取県三朝町-兵庫県たつの市、北は福井県、東は長野県、南は和歌山県までである。また三宅島には本種の離島型とみられるものが隔離分布している。三宅島産は殻径27mmほどで本州産より小形、色帯は無帯か0204型である。

## 習性
樹上性で木の上を這うが、冬は地中に潜って休眠する。雌雄同体で他個体と精莢を交換した後に産卵する。産卵数は最多で120個が記録されている。

## 人間との関わり
嘗て岐阜県飛騨地方の養蚕農家では、本種の殻を割り、肉に塩を振ってクワの葉に包み、囲炉裏に埋めて焼いたものを子供のおやつにしていた。また本種は湿度が上がると活動が活発になるため、クワの木に登っていると雨が近いとしてクワの葉の取り入れを行うなど天気予報にも活用していた。